# Martin Klamroth
Martin Klamroth (* 8. Mai 1855 in Fiddichow; † 28. April 1890) war ein deutscher Gymnasiallehrer, Arabist und Mathematikhistoriker.
Klamroth war der Sohn eines Pastors und ging in Stargard und Pyritz auf das Gymnasium. Nach dem Abitur 1874 studierte er in Tübingen, Göttingen und Straßburg Theologie und Orientalistik. In Leipzig erhielt er noch während des Studiums eine Goldmedaille für eine philosophische Preisaufgabe. Nach dem Staatsexamen in Göttingen im November 1877 und der Promotion zum Dr. phil. im März 1878 (mit einer Dissertation über Gregorius Bar-Hebraeus) und dem einjährigen Militärdienst in Straßburg wurde er Lehrer am Christianeum in Altona, ab 1881 als ordentlicher Lehrer. 1884 ging er an das Wilhelms-Gymnasium in Hamburg, an dem er 1887 Oberlehrer wurde.
Von ihm stammen verschiedene Veröffentlichungen zur Wissenschaftsgeschichte des mittelalterlichen Islam, beispielsweise die Überlieferung von Euklid im islamischen Mittelalter und die Auszüge aus griechischen Wissenschaftlern (Hippokrates von Chios, Galenos, Euklid, Nikomachos von Gerasa, Claudius Ptolemäus, Aristoteles u. a.) und den Evangelien in der Chronik (Tarikh) von al-Yaʿqūbī im 9. Jahrhundert. Außerdem übersetzte er Suren des Koran ins Deutsche.
Über die Frage der Euklid-Überlieferung von arabischer Seite (1881) und der griechischen Text-Tradition kam es zu einer Kontroverse mit Johan Ludvig Heiberg. Während sich Heiberg damals durchsetzte, verteidigte Wilbur Richard Knorr 1996 die Bevorzugung mittelalterlicher arabischer Überlieferung.

## Schriften
- Gregorii Abulfaragii Bar Ebhraya in actus apostolorum et epistulas catholicas adnotationes. Syriace, Dissertation Göttingen 1878
- Über den arabischen Euklid, Zeitschrift der Deutschen Morgenländischen Gesellschaft, Band 35, 1881, S. 270–326, Online
- Über die Auszüge aus griechischen Schriftstellern bei al-Ja´qubi, 4 Teile, Zeitschrift der Deutschen Morgenländischen Gesellschaft, Band 40, 1886, S. 189–233,  612–638, Band 41, 1887, S. 415–442, Band 42, 1888, S. 1–44, Teil 1  (Hippokrates) , Teil 2 (Die übrigen Ärzte), Teil 3 (Philosophisches), Teil 4 (Mathematiker und Astronomen)
- Der Auszug aus den Evangelien bei dem arabischen Historiker Ja’qûbî, in: Festschrift zur Einweihung des Wilhelms-Gymnasiums in Hamburg am 21. Mai 1885. S. 115–128.
- Die fünfzig ältesten Suren des Korans in gereimter deutscher Übersetzung. Mit einem Anhange über die übrigen mekkanischen Suren, Hamburg 1890-
- Der Koran. Die fünfzig ältesten Suren in gereimter deutscher Übersetzung von Martin Klamroth. Hrsg. und kommentiert von Michael Fisch. Königshausen & Neumann, Würzburg 2023, ISBN 978-3-8260-8549-9.
- Über die alt-arabische Poesie. Vortrag, gehalten im Verein der Lehrer an höheren Staatsschulen Hamburgs am 7. Mai 1887, abgedruckt in der Zeitung für Literatur, Kunst und Wissenschaft des Hamburgischen Correspondenten. Nr. 9, 10, 11, am 15., 22. und 29. Mai 1887.